# Ärentuna församling
Ärentuna församling är en församling i Vattholma pastorat i Upplands västra kontrakt i Uppsala stift. Församlingen ligger i Uppsala kommun i Uppsala län.

## Administrativ historik
Församlingen har medeltida ursprung. Namnet var före 1902 Erentuna församling.
Församlingen utgjorde till 1 maj 1924 ett eget pastorat för att därefter till 1962 vara annexförsamling i pastoratet Gamla Uppsala och Ärentuna. Från 1962 är den annexförsamling i pastoratet Tensta, Lena och Ärentuna. Dessa bildade 1975 Vattholma kyrkliga samfällighet och pastoratet namnändrades då till Vattholma pastorat.

## Areal
Ärentuna församling omfattade den 1 november 1975 (enligt indelningen 1 januari 1976) en areal av 35,3 kvadratkilometer, varav 35,1 kvadratkilometer land.

## Kyrkor
- Ärentuna kyrka
- Storvreta kapell